# Krugersdorp
Krigersdorp – miasto w Południowej Afryce, w prowincji Gauteng, na obszarze okręgu górniczo-przemysłowego Witwatersrand, na północny zachód od Johannesburga. Liczba ludności: 140 643 (2011). Nieznaczną większość mieszkańców miasta (50,22%) stanowią ludzie rasy białej.
W mieście rozwinął się przemysł metalowy, maszynowy, chemiczny, gumowy, spożywczy oraz skórzany.

## Historia
- 1887 - założenie miasta po odkryciu złota w 1887 roku i nazwane na cześć Paula Krugera, prezydenta Transwalu;
- 1900 - założenie jednego z pierwszych obozów koncentracyjnych przez Anglików, w czasie wojny o surowce z mieszkańcami - Burami
- 1952 - otwarcie pierwszego[3] na świecie zakładu odzyskującego uran - zamknięty około 1985 roku.